# Rinoceront negre
El rinoceront negre (Diceros bicornis) és un mamífer dins de l'ordre dels perissodàctils. Es troba a les àrees centrals i de l'est de l'Àfrica incloent Kenya, Tanzània, Camerun, Sud-àfrica, Namíbia i Zimbàbue. El nom d'aquesta espècie fou triat per distingir-la del rinoceront blanc (Ceratotherium simum). La "World Conservation Union" (UICN) anuncià el 7 de juliol de 2006 que una de les quatre subespècies, el rinoceront negre de l'oest (Diceros bicornis longipes), havia estat declarada com extinta.

## Descripció
Es diferencia del rinoceront blanc en el seu color i en la seva menor grandària (encara que, no obstant això, arriba als 1,6 metres d'altura i als 1.500 quilos de pes, la qual cosa el converteix en el quart mamífer més gran d'Àfrica per darrere de l'elefant africà, el rinoceront blanc i l'hipopòtam), el seu color gris lleugerament més fosc i el llavi en forma de bec prènsil. Aquesta forma es deu al fet que s'alimenta de les fulles d'arbustos i en menor mesura d'arbres baixos, mentre que el rinoceront blanc menja herba del terra i té un llavi recte i ample. Gràcies a aquestes diferències en les seves dietes, aquestes dues espècies, d'altra banda d'hàbits molt similars, poden viure en el mateix ecosistema.

## Subespècies
No hi ha consens entre les diferents fonts sobre el nombre de subespècies. Alguns autors proposen 6, altres 8, i també altres 4, encara que probablement ignorant algunes subespècies extintes.
- Diceros bicornis bicornis - La subespècie nominal, per a alguns autors està extinta,[7] encara que la UICN i altres autors consideren a D. b. occidentalis com a part d'aquesta. Classificada per la UICN com a "Vulnerable".
- Diceros bicornis brucii - Extinta.
- Diceros bicornis chobiensis - Encara que la UICN no la reconeix, la majoria dels autors sí. Estaria a la vora de l'extinció.
- Diceros bicornis ladoensis - Considerada per alguns autors com a subespècie de D. b. minor. Per a uns altres encara es podrien trobar alguns exemplars a Kenya.

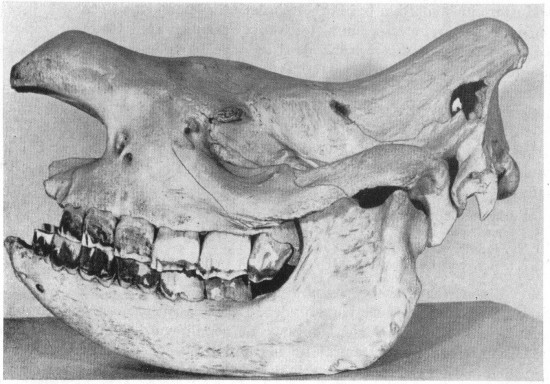
Crani d'una femella morta el 1911 de la subespècie longipes

- Diceros bicornis longipes - El 2011, fou declarada extinta per la UICN. En el passat aquesta subespècie estava àmpliament distribuïda a la sabana de l'Àfrica central-oest però el seu nombre es veié reduït per la caça il·legal.[8]
- Diceros bicornis michaeli - En perill crític d'extinció.
- Diceros bicornis minor - En perill crític d'extinció.
- Diceros bicornis occidentalis - Alguns autors no la reconeixen. Uns altres consideren que D. b. bicornis està extinta, i aquesta és la subespècie que encara sobreviu.

## Conservació

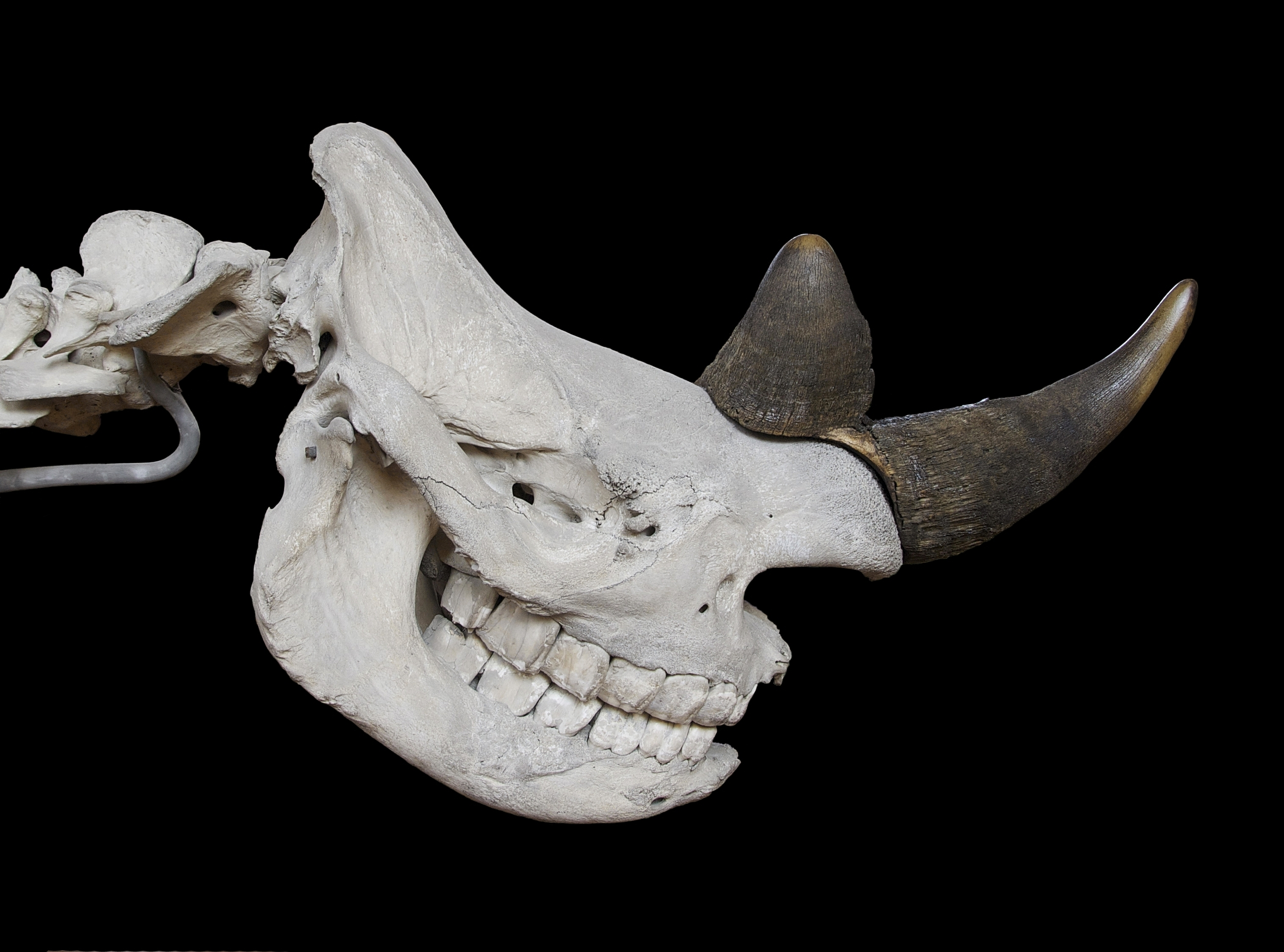
Crani de rinoceront negre

La càrrega del rinoceront negre quan es veu assetjat va causar sensació quan, als segles xix i xx, els exploradors i caçadors europeus es van endinsar a l'Àfrica i van començar a matar els rinoceronts per centenars.
La caça del rinoceront es va convertir aviat en un esport de risc cada vegada més demandat per les elits dels països desenvolupats, i entre els caçadors hi va haver personatges tan famosos com Theodore Roosevelt o Ernest Hemingway. Aquesta caça, unida a la persecució per assortir de banyes a l'Orient Mitjà (on encara avui s'empren per fer el mànec de dagues cerimonials) i la medicina tradicional asiàtica, va empènyer a aquesta espècie cap a l'extinció.
En els anys 60 es va començar a protegir-lo i es va prohibir la caça i el comerç de banyes de rinoceront. Així i tot, la caça furtiva va continuar, malgrat que als parcs nacionals africans es serren les banyes als exemplars i els guàrdies solen tenir permís per disparar sense avís previ als furtius. La consanguinitat intenta evitar-se mitjançant l'intercanvi d'exemplars entre diferents parcs nacionals de diferents països, entre altres mesures que es prenen per preservar l'espècie. Gràcies als programes de protecció i l'establiment de reserves la població d'aquesta espècie ha incrementat el seu nombre, perquè en els inicis dels anys 90 del segle XX amb prou feines quedaven 2.000 exemplars en el conjunt d'Àfrica. El 2007 el cens va establir un nombre de 4.240 rinoceronts i en el cens del 2010 es van comptabilitzar 4.880 exemplars.
El 10 de novembre del 2011, la Unió Internacional per a la Conservació de la Naturalesa va declarar oficialment l'extinció de la subespècie Diceros bicornis longipes.